# Братко Богдан Мартинович
Братко Богдан Мартинович (1 листопада 1941, с. Пониква, Бродівського району Львівської області — 6 вересня 2022) — український актор, заслужений артист України (2008).

## Життєпис
Закінчив Київський інститут театрального мистецтва. З 1969 року працює актором Чернівецького українського музично-драматичного театру ім. Ольги Кобилянської.
У 2000 році лауреат літературно-мистецької премії ім. Сидора Воробкевича. За більш ніж 40 років роботи в театрі створив близько 90 різнопланових образів як у сучасному, так і класичному репертуарі української та зарубіжної драматургії. Богдан Братко — номінант енциклопедичного видання «Видатні діячі культури і мистецтв Буковини» (Чернівці, 2010).
У 2017 році став лауреатом обласної мистецької премії імені Сіді Таль за створення творчих акторських робіт, концертних програм, спрямованих на утвердження ідей добра, злагоди та взаєморозуміння.
Помер у вересні 2022 року.

## Ролі в театрі
У творчому доробку артиста понад 200 ролей: головних, другорядних, епізодичних:
- Шельменко («Шельменко-денщик» Г.Квітко-Основ'яненка)
- Дяк («Різдвяна ніч» за М.Гоголем)
- Кайдаш («Кайдашева сім'я» за І.Нечуєм-Левицьким)
- Дуркало («Запечатаний двірник» Ю.Федьковича)

## Нагороди та визнання
- Лауреат обласної літературно-мистецької премії ім. Сидора Воробкевича
- Лауреат обласної літературно-мистецької премії ім. Сіді Таль